# 全日本学生バドミントン選手権大会
秩父宮・秩父宮妃杯 全日本学生バドミントン選手権大会（ちちぶのみや・ちちぶのみやひはい ぜんにほんがくせい―せんしゅけんたいかい）は、毎年10月に日本バドミントン協会・全日本学生バドミントン連盟が主催するバドミントンの全国大会である。
第1回は1950年。以来毎年会場持ち回りで開催されている。
男女とも団体戦と個人戦に分かれ、それぞれノックアウトトーナメントで争う。
団体戦は1チームダブルス2組シングルス3名で構成。個人戦はシングルス・ダブルスを実施。
団体戦優勝校に秩父宮杯（男子）、秩父宮妃杯（女子）が贈られる。個人戦上位者は全日本総合バドミントン選手権大会出場権を得る。

## 歴代の優勝選手
| 年   | 回 | 開催地                                              | 男子シングルス          | 女子シングルス                      | 男子ダブルス                       | 女子ダブルス                                   | 男子団体             | 女子団体               |
| ---- | -- | --------------------------------------------------- | ----------------------- | ----------------------------------- | ---------------------------------- | ---------------------------------------------- | -------------------- | ---------------------- |
| 1950 | 1  | 横浜                                                | 広田敏秀 (慶應義塾大学) |                                     | 広田敏秀 小宮淳宏 (慶應義塾大学)   |                                                |                      |                        |
| 1951 | 2  | 東京                                                | 広田敏秀 (慶應義塾大学) |                                     | 広田敏秀 小宮淳宏 (慶應義塾大学)   |                                                | 慶應義塾大学         |                        |
| 1952 | 3  | 神戸                                                | 広田敏秀 (慶應義塾大学) | 早瀬治子 (神戸大学)                 | 広田敏秀 岡道明 (慶應義塾大学)     | 田中弘美 早瀬治子 (神戸大学)                   | 慶應義塾大学         |                        |
| 1953 | 4  | 仙台                                                | 望月文雄 (立教大学)     | 小野寺京子 (青山学院大学)           | 佐藤芳朗 山崎茂 (立教大学)         | 松山昌子 北村明子 (京都女子大学)               | 立教大学             | 京都女子大学           |
| 1954 | 5  | 京都                                                | 佐藤芳朗 (立教大学)     | 小野寺京子 (青山学院大学)           | 岡道明 越川啓 (慶應義塾大学)       | 滝田三知江 吉田経子 (郡山女子短期大学)         | 立教大学             | 郡山女子短期大学       |
| 1955 | 6  | 北海道                                              | 佐藤芳朗 (立教大学)     | 斉藤千代子 (成蹊大学)               | 石田裕 越川啓 (慶應義塾大学)       | 阿部とし子 押切ひろ (福島大学)                 | 立教大学             | 日本女子体育短期大学   |
| 1956 | 7  | 東京                                                | 永井栄一 (立教大学)     | 松本亨子 (京都女子大学)             | 望月文雄 永井栄一 (立教大学)       | 斉藤千代子 鈴木千代子 (成蹊大学)               | 立教大学             | 京都女子大学           |
| 1957 | 8  | 高松                                                | 片石兼敏 (立教大学)     | 三浦節 (尚絅女子短期大学)           | 片石兼敏 板垣隆房 (立教大学)       | 大塚艶子 草野千栄子 (岡山大学)                 | 立教大学             | 京都女子大学           |
| 1958 | 9  | 久留米                                              | 永井栄一 (立教大学)     | 三浦節 (尚絅女子短期大学)           | 板垣隆房 小宮好雄 (立教大学)       | 三浦節 沢村国子 (尚絅女子短期大学)             | 立教大学             | 日本女子体育大学       |
| 1959 | 10 | 東京                                                | 小宮好雄 (立教大学)     | 山崎紀久子 (熊本女子大学)           | 板垣隆房 小宮好雄 (立教大学)       | 田島外茂子 秋山文子 (熊本女子大学)             | 立教大学             | 熊本女子大学           |
| 1960 | 11 | 大阪                                                | 板垣隆房 (立教大学)     | 田島外茂子 (熊本女子大学)           | 板垣隆房 小宮好雄 (立教大学)       | 田島外茂子 山崎紀久子 (熊本女子大学)           | 慶應義塾大学         | 熊本女子大学           |
| 1961 | 12 | 名古屋                                              | 板垣善憲 (立教大学)     | 秋山文子 (熊本女子大学)             | 小宮好雄 鈴木幸春 (法政大学)       | 諸田みや子 青山博子 (日本女子体育大学)         | 立教大学             | 京都女子大学           |
| 1962 | 13 | 宮城                                                | 宮永武司 (慶應義塾大学) | 高木紀子 (日本女子体育大学)         | 森晃一 沢田力 (法政大学)           | 諸田みや子 高木紀子 (日本女子体育大学)         | 法政大学             | 熊本女子大学           |
| 1963 | 14 | 大阪                                                | 東条義昭 (立教大学)     | 高木紀子 (日本女子体育大学)         | 伊村隆 中村富光 (法政大学)         | 高木紀子 天野博江 (日本女子体育大学)           | 立教大学             | 日本女子体育大学       |
| 1964 | 15 | 東京                                                | 小島一平 (中央大学)     | 高橋とも子 (日本女子体育大学)       | 本多務 鈴木健二 (法政大学)         | 高橋とも子 宮崎和子 (日本女子体育大学)         | 法政大学             | 日本体育大学           |
| 1965 | 16 | 京都                                                | 秋山真男 (中央大学)     | 高橋とも子 (日本女子体育大学)       | 大竹鉱一 安沢武司 (立教大学)       | 硲恵美子 虫賀雅子 (日本女子体育大学)           | 中央大学             | 日本女子体育大学       |
| 1966 | 17 | 東京                                                | 小島一平 (中央大学)     | 高橋とも子 (日本女子体育大学)       | 小島一平 西野一征 (中央大学)       | 五十嵐明美 小林邦子 (日本体育大学)             | 中央大学             | 日本体育大学           |
| 1967 | 18 | 大阪                                                | 西野一征 (中央大学)     | 湯木博江 (日本女子体育大学)         | 西野一征 本間順次 (中央大学)       | 高橋とも子 宮崎和子 (日本女子体育大学)         | 中央大学             | 日本女子体育大学       |
| 1968 | 19 | 愛知                                                | 本間順次 (中央大学)     | 湯木博江 (日本女子体育大学)         | 高林弘則 本間順次 (中央大学)       | 硲恵美子 湯木博江 (日本女子体育大学)           | 日本大学             | 日本女子体育大学       |
| 1969 | 20 | 神奈川                                              | 本間順次 (中央大学)     | 湯木博江 (日本女子体育大学)         | 森芳夫 池田信孝 (法政大学)         | 相沢マチ子 竹中悦子 (新潟青陵女子短期大学)     | 中央大学             | 日本女子体育大学       |
| 1970 | 21 | 大阪                                                | 杉山修 (日本大学)       | 湯木博江 (日本女子体育大学)         | 本間順次 鷲尾正一 (中央大学)       | 柴山きよ子 高橋弘子 (東大阪短期大学)           | 中央大学             | 東大阪短期大学         |
| 1971 | 22 | 仙台                                                | 谷口寛 (立教大学)       | 柴山きよ子 (東大阪短期大学)         | 草島正治 田所光男 (法政大学)       | 柴山きよ子 高橋弘子 (東大阪短期大学)           | 法政大学             | 東大阪短期大学         |
| 1972 | 23 | 愛媛                                                | 遠藤好男 (日本大学)     | 西尾真理子 (日本体育大学)           | 草島正治 田所光男 (法政大学)       | 堀川栄美子 谷美津代 (日本体育大学)             | 日本大学             | 日本体育大学           |
| 1973 | 24 | 福岡                                                | 銭谷欽治 (中央大学)     | 古谷成代 (日本体育大学)             | 飯野佳孝 土田証雄 (日本体育大学)   | 池田美加 塩崎睦子 (日本女子体育大学)           | 中央大学             | 日本体育大学           |
| 1974 | 25 | 山梨                                                | 銭谷欽治 (中央大学)     | 西尾真理子 (日本女子体育大学)       | 飯野佳孝 土田証雄 (日本大学)       | 秋本幸子 徳田敦子 (四條畷学園女子短期大学)     | 中央大学             | 日本体育大学           |
| 1975 | 26 | 奈良                                                | 土田証雄 (日本大学)     | 徳田敦子 (四條畷学園女子短期大学)   | 中井基夫 辻敏弘 (法政大学)         | 徳田敦子 高田幹子 (四條畷学園女子短期大学)     | 中央大学             | 日本女子体育大学       |
| 1976 | 27 | 東京                                                | 長谷川博幸 (中央大学)   | 高田幹子 (四條畷学園女子短期大学)   | 中井基夫 辻敏弘 (法政大学)         | 落合光子 佐藤真弓 (四條畷学園女子短期大学)     | 中央大学             | 日本女子体育大学       |
| 1977 | 28 | 鳥取                                                | 長谷川博幸 (中央大学)   | 近藤小織 (日本女子体育大学)         | 仲尾信一 佐藤重好 (法政大学)       | 関根和子 大塚ソノエ (日本体育大学)             | 中央大学             | 日本体育大学           |
| 1978 | 29 | 名古屋                                              | 長谷川博幸 (中央大学)   | 石田ひとみ (日本女子体育大学)       | 菅敏明 米山孝二 (中央大学)         | 大塚ソノエ 関根和子 (日本体育大学)             | 早稲田大学           | 日本体育大学           |
| 1979 | 30 | 京都                                                | 坂本宏志 (日本大学)     | 石田ひとみ (日本女子体育大学)       | 富田章夫 酒井直人 (法政大学)       | 河村茂美 平久美子 (四條畷学園女子短期大学)     | 中央大学             | 日本体育大学           |
| 1980 | 31 | 仙台                                                | 上原明 (中央大学)       | 北田スミ子 (四條畷学園女子短期大学) | 上原明 西山博司 (中央大学)         | 北田スミ子 富田美千代 (四條畷学園女子短期大学) | 中央大学             | 四條畷学園女子短期大学 |
| 1981 | 32 | 福岡                                                | 西山博司 (中央大学)     | 北田スミ子 (四條畷学園女子短期大学) | 西山博司 宮本幸弘 (中央大学)       | 北田スミ子 富田美千代 (四條畷学園女子短期大学) | 日本体育大学         | 日本体育大学           |
| 1982 | 33 | 東京                                                | 蘭和真 (早稲田大学)     | 白松千加子 (筑波大学)               | 権藤浩二 石場隆雄 (日本体育大学)   | 田村圭香 野口英代 (日本体育大学)               | 日本体育大学         | 日本体育大学           |
| 1983 | 34 | 岡山                                                | 松浦進二 (法政大学)     | 平松真由美 (日本体育大学)           | 松野修二 松浦進二 (法政大学)       | 田向明子 平間真由美 (日本体育大学)             | 法政大学             | 日本体育大学           |
| 1984 | 35 | 名古屋                                              | 井上哲章 (日本体育大学) | 鴻原春美 (四條畷学園女子短期大学)   | 松野修二 松浦進二 (法政大学)       | 鴻原春美 松田太子 (四條畷学園女子短期大学)     | 法政大学             | 日本体育大学           |
| 1985 | 36 | 兵庫                                                | 松浦進二 (法政大学)     | 鴻原春美 (四條畷学園女子短期大学)   | 松野修二 松浦進二 (法政大学)       | 青木きよみ 田代裕子 (日本体育大学)             | 法政大学             | 四條畷学園女子短期大学 |
| 1986 | 37 | 北海道                                              | 辻田泰昌 (中央大学)     | 森久子 (青山学院大学)               | 辻田泰昌 片桐哲也 (中央大学)       | 新木貴子 今村薫 (四條畷学園女子短期大学)       | 中央大学             | 四條畷学園女子短期大学 |
| 1987 | 38 | 仙台                                                | 福田実 (日本体育大学)   | 谷藤千香 (筑波大学)                 | 木船栄士 浜北和彦 (日本体育大学)   | 北浦道代 池田芳恵 (四條畷学園女子短期大学)     | 日本体育大学         | 四條畷学園女子短期大学 |
| 1988 | 39 | 宇都宮                                              | 江藤裕樹 (近畿大学)     | 道上彰子 (日本体育大学)             | 木船栄士 浜北和彦 (日本体育大学)   | 西田美和子 田村富士美 (日本体育大学)           | 日本体育大学         | 日本体育大学           |
| 1989 | 40 | 福岡                                                | 本山秀昭 (日本体育大学) | 佐々木道子 (筑波大学)               | 気谷篤人 山本明彦 (日本体育大学)   | 西田美和子 渡辺喜美子 (日本体育大学)           | 日本体育大学         | 四條畷学園女子短期大学 |
| 1990 | 41 | 大阪                                                | 本山秀昭 (日本体育大学) | 水井妃佐子 (四條畷学園女子短期大学) | 渡辺清一 平野泰宏 (筑波大学)       | 岩田良子 水井妃佐子 (四條畷学園女子短期大学)   | 法政大学             | 日本体育大学           |
| 1991 | 42 | 江別                                                | 霜上和宏 (日本体育大学) | 井田貴子 (東海女子大学)             | 渡辺清一 平野泰宏 (筑波大学)       | 日原恵美里 大後敦子 (青山学院大学)             | 中央大学             | 東海女子大学           |
| 1992 | 43 | 名古屋                                              | 霜上和宏 (日本体育大学) | 井田貴子 (東海女子大学)             | 片山卓哉 久保田雄三 (中央大学)     | 日原恵美里 河口奈緒美 (青山学院大学)           | 早稲田大学           | 東海女子大学           |
| 1993 | 44 | 仙台                                                | 霜上和宏 (日本体育大学) | 佐藤純子 (青山学院大学)             | 大山宏司 岸田明宏 (近畿大学)       | 小泉友紀 朽木浩美 (日本体育大学)               | 早稲田大学           | 日本体育大学           |
| 1994 | 45 | 越谷                                                | 尾藤伸治 (筑波大学)     | 小室恭子 (日本体育大学)             | 大山宏司 岸田明宏 (近畿大学)       | 川口桐香 吉冨桂子 (四條畷学園女子短期大学)     | 筑波大学             | 青山学院大学           |
| 1995 | 46 | 京都                                                | 村田真之助 (筑波大学)   | 伊藤さおり (青山学院大学)           | 太田慎二 竹鼻拓也 (法政大学)       | 川口桐香 吉冨桂子 (四條畷学園女子短期大学)     | 法政大学             | 日本体育大学           |
| 1996 | 47 | 平塚                                                | 山田英孝 (早稲田大学)   | 米倉加奈子 (つくば国際大学)         | 片山直茂 岡山秀義 (日本体育大学)   | 米倉加奈子 中島暁子 (つくば国際大学)           | 日本大学             | 日本体育大学           |
| 1997 | 48 | 広島                                                | 大束忠司 (日本体育大学) | 米倉加奈子 (つくば国際大学)         | 矢部正博 西山勝也 (日本体育大学)   | 大坂千尋 中島暁子 (つくば国際大学)             | 日本体育大学         | つくば国際大学         |
| 1998 | 49 | 平塚市                                              | 舛田圭太 (日本体育大学) | 米倉加奈子 (つくば国際大学)         | 舛田圭太 大束忠司 (日本体育大学)   | 片糸由希子 田井美幸 (青山学院大学)             | 日本体育大学         | 日本体育大学           |
| 1999 | 50 | 名古屋                                              | 舛田圭太 (日本体育大学) | 岩松絵理子 (つくば国際大学)         | 舛田圭太 大束忠司 (日本体育大学)   | 中島暁子 大坂千尋 (つくば国際大学)             | 日本体育大学         | つくば国際大学         |
| 2000 | 51 | 奈良                                                | 大束忠司 (日本体育大学) | 岩松絵理子 (つくば国際大学)         | 大束忠司 舛田圭太 (日本体育大学)   | 田井美幸 脇坂郁 (青山学院大学)                 | 日本体育大学         | 青山学院大学           |
| 2001 | 52 | 平塚                                                | 中西洋介 (日本大学)     | 上田絵美 (立命館大学)               | 仲尾修一 坂本修一 (筑波大学)       | 田井美幸 脇坂郁 (青山学院大学)                 | 日本大学             | 青山学院大学           |
| 2002 | 53 | 名古屋                                              | 佐藤翔治 (東京富士大学) | 松尾美穂子 (日本体育大学)           | 新開裕介 川前直樹 (日本大学)       | 松尾美穂子 田村美幸 (日本体育大学)             | 日本体育大学         | 日本体育大学           |
| 2003 | 54 | 大阪                                                | 茂見祥平 (日本体育大学) | 梅津知恵 (つくば国際大学)           | 川前直樹 新開裕介 (日本大学)       | 本田いずみ 三浦ちひろ (北海道浅井学園大学)     | 日本体育大学         | 東海女子大学           |
| 2004 | 55 | 千葉                                                | 劉志遠 (日本体育大学)   | 梅津知恵 (つくば国際大学)           | 川前直樹 新開裕介 (日本大学)       | 梅津知恵 綿引悠貴 (つくば国際大学)             | 日本体育大学         | つくば国際大学         |
| 2005 | 56 | 名古屋                                              | 佐伯浩一 (日本大学)     | 平山優 (早稲田大学)                 | 平田典靖 劉志遠 (日本体育大学)     | 木村咲絵 平山優 (早稲田大学)                   | 日本体育大学         | 筑波大学               |
| 2006 | 57 | 京都                                                | 遠藤大由 (日本体育大学) | 平山優 (早稲田大学)                 | 数野健太 早川賢一 (日本大学)       | 小椋しのぶ 浅原さゆり (日本体育大学)           | 日本大学             | 筑波大学               |
| 2007 | 58 | 千葉                                                | 古財和輝 (日本体育大学) | 伊東可奈 (日本体育大学)             | 数野健太 早川賢一 (日本大学)       | 伊東可奈 内藤真実 (日本体育大学)               | 日本体育大学         | 早稲田大学             |
| 2008 | 59 | 石川県金沢市                                        | 山田和司 (日本体育大学) | 関谷真由 (早稲田大学)               | 上田拓馬 嘉村健士 (早稲田大学)     | 内藤真実 宮内唯 (日本体育大学)                 | 法政大学             | 日本体育大学           |
| 2009 | 60 | 滋賀県大津市 滋賀県草津市                           | 早崎修平 (日本大学)     | 佐藤冴香 (日本体育大学)             | 大嶋一彰 佐伯祐行 (日本大学)       | 桜井みどり 西山夕美子 (早稲田大学)             | 日本大学             | 法政大学               |
| 2010 | 61 | 東京都渋谷区 東京都新宿区                           | 上田拓馬 (早稲田大学)   | 佐藤冴香 (日本体育大学)             | 上田拓馬 嘉村健士 (早稲田大学)     | 板垣有紀 宮内唯 (日本体育大学)                 | 法政大学             | 青山学院大学           |
| 2011 | 62 | 名古屋市                                            | 武下利一 (敬和学園大学) | 玉木絵里子 (早稲田大学)             | 和田周 渡邊達哉 (日本体育大学)     | 宮内唯 鈴木温子 (日本体育大学)                 | 日本体育大学         | 法政大学               |
| 2012 | 63 | 神戸市須磨区 神戸市中央区 神戸市長田区              | 内藤浩司 (日本体育大学) | 玉木絵里子 (早稲田大学)             | 古賀輝 齋藤太一 (早稲田大学)       | 田中志穂 市丸美里 (法政大学)                   | 日本体育大学         | 日本体育大学           |
| 2013 | 64 | 千葉市中央区 千葉県市川市                           | 西本拳太 (中央大学)     | 下田菜都美 (龍谷大学)               | 古賀輝 齋藤太一 (早稲田大学)       | 田中志穂 市丸美里 (法政大学)                   | 日本大学             | 法政大学               |
| 2014 | 65 | 愛知県一宮市                                        | 西本拳太 (中央大学)     | 田中志穂 (法政大学)                 | 高野将斗 宮嶋航太郎 (明治大学)     | 田中志穂 市丸美里 (法政大学)                   | 中央大学             | 筑波大学               |
| 2015 | 66 | 大阪市浪速区 大阪市港区 大阪府門真市                | 西本拳太 (中央大学)     | 杉野文保 (龍谷大学)                 | 古賀輝 齋藤太一 (早稲田大学)       | 柏原みき 加藤美幸 (筑波大学)                   | 法政大学             | 筑波大学               |
| 2016 | 67 | 千葉市中央区 東京都葛飾区                           | 五十嵐優 (中央大学)     | 下田菜都美 (龍谷大学)               | 松居圭一郎 玉手勝輝 (日本体育大学) | 宮浦玲奈 勝俣莉里香 (法政大学)                 | 中央大学             | 筑波大学               |
| 2017 | 68 | 愛知県一宮市                                        | 古賀穂 (早稲田大学)     | 中西貴映 (早稲田大学)               | 玉手勝輝 山下恭平 (日本体育大学)   | 加藤美幸 柏原みき (筑波大学)                   | 早稲田大学           | 筑波大学               |
| 2018 | 69 | 京都市右京区 京都市北区 京都府長岡京市 京都府向日市 | 古賀穂 (早稲田大学)     | 香山未帆 (筑波大学)                 | 山下恭平 山田尚輝 (日本体育大学)   | 朝倉みなみ 斉藤ひかり (龍谷大学)               | 早稲田大学           | 筑波大学               |
| 2019 | 70 | 神奈川県小田原市 神奈川県秦野市                     | 田中湧士 (日本大学)     | 香山未帆 (筑波大学)                 | 小野寺雅之 大林拓真 (早稲田大学)   | 上杉夏美 鈴木成美 (明治大学)                   | 台風の接近に伴い中止 | 台風の接近に伴い中止   |
| 2020 | 71 | 愛知県一宮市                                        | 大会中止                | 大会中止                            | 大会中止                           | 大会中止                                       | 大会中止             | 大会中止               |
| 2021 | 72 | 奈良県奈良市 奈良県桜井市                           | 緑川大輝 (早稲田大学)   | 佐川智香 (筑波大学)                 | 武井優太 遠藤彩斗 (明治大学)       | 植村理央 佐藤灯 (龍谷大学)                     | 明治大学             | 筑波大学               |
| 2022 | 73 | 山梨県甲府市                                        | 宮下怜 (明治大学)       | 上杉杏 (明治大学)                   | 武井優太 遠藤彩斗 (明治大学)       | 上村理央 佐藤灯 (龍谷大学)                     | 龍谷大学             | 法政大学               |